# Лика (Смолянська область)
Ли́ка (болг. Лъка) — село в Смолянській області Болгарії. Входить до складу общини Смолян.

## Населення
За даними перепису населення 2011 року у селі проживали 108 осіб.
Національний склад населення села:
| Національність   | Кількість осіб | Відсоток |
| ---------------- | -------------- | -------- |
| болгари          | 61             | 93,8%    |
| інша             | 3              | 4,6%     |
| Всього відповіли | 65             |          |

Розподіл населення за віком у 2011 році:
Динаміка населення: